# Береника (жена Севта III)
Береника (др.-греч. Βερενίκη) — жена правившего одрисами в 331—300 годах до н. э. Севта III.
О Беренике известно из надписи из Севтополя, датируемой Х. Лунд самым концом IV века до н. э. По мнению М. Тачевой, Береника имела отношение к сирийскому царскому двору. Авторы четырнадцатитомной «Истории на България», Г. Михайлов и С. Ю. Сапрыкин же предположили её родство с Антигоном. В этом случае заключение брака было связано с достижением союза между противниками Лисимаха. З. Арчибальд и С. Бурштейн, напротив, указали, что Береника была, видимо, дочерью Лисимаха. Х. Лунд, отмечая, что Береника носила македонское имя, считает её дочерью или Антигона, или Лисимаха. Д. Димитров и М. Чичикова констатировали только, что Береника была македонского происхождения. Она стала женой Севта либо в 313 году до н. э. (позиция Г. Михайлова), либо ранее (С. Бурштейн).
В браке родились сыновья Гебризельм, Терес, Саток и Садала. По замечанию И. Лазаренко, после смерти Севта III Береника и её сыновья были вынуждены считаться с более могущественным Спартоком из Кабиле. При этом преемником Севта III стал его сын от другого брака — Котис II. Д. Димитров и М. Чичикова посчитали, что Береника правила в Севтополе.